# 立江郵便局
立江郵便局（たつえゆうびんきょく）は、徳島県小松島市にある郵便局。民営化前の分類では無集配特定郵便局であった。

## 概要
住所：〒773-0017 徳島県小松島市立江町塩瀬20-7

## 沿革
- 1901年（明治34年）3月20日 - 開設。
- 1951年（昭和26年）4月1日 - 市町村合併に伴い、小松島市内の郵便局となる。
- 1959年（昭和34年）9月1日 - 小松島郵便局へ集配業務を移管、無集配局となる[1]。
- 2007年（平成19年）10月1日 - 民営化に伴い、郵便局株式会社立江郵便局となる。
- 2012年（平成24年）10月1日 - 日本郵便株式会社発足に伴い、日本郵便株式会社立江郵便局となる。
- 2012年（平成24年）3月21日 - 小松島市証明書交付事務を受託[2]。
- 2015年（平成27年）7月7日 - 小松島市と防災に関する協力協定（『災害発生時における小松島市と小松島市内郵便局の協力に関する協定』）を締結[3]。

## 取扱内容
- 郵便、印紙、ゆうパック、内容証明
- 貯金、為替、振替、振込、国債
- 生命保険、バイク自賠責保険
- 郵便局のみまもりサービス
- 地方公共団体事務（小松島市証明書交付事務）
- ゆうちょ銀行ATM

## 風景印
- なし

## 周辺
- 小松島市立立江公民館
- 小松島市立立江幼稚園
- 小松島市立立江小学校
- 立江寺
- 徳島県道28号阿南小松島線
- 徳島県道136号宮倉徳島線

## アクセス
- JR牟岐線 立江駅下車。徒歩分。
- 徳島バス 立江小学校前停留所下車。徒歩分。
- 徳島県道28号阿南小松島線・徳島県道136号宮倉徳島線沿い
- 駐車場:4台